# NSB WLAB-2
Die 20 norwegischen Schlafwagen der NSB-Baureihe WLAB-2 (auch WLAB2) wurden zwischen 1986 und 1987 von Strømmens Værksted für Norges Statsbaner gebaut.

## Geschichte
Die für Norges Statsbaner gebauten Schlafwagen mit norwegischen Profil wurden am 1. Dezember 1996 an die Aktiengesellschaft Norges Statsbaner AS übertragen, 2016 wurden die Fahrzeuge in die staatseigene Gesellschaft Norske tog ausgelagert, das den Personenverkehrsbetreibern auf dem norwegischen Schienennetz die Vermietung von Schienenfahrzeugen anbietet.
2007 wurde an den Wagen ein einfaches Upgrade durchgeführt. Sie besitzen zwei Toiletten, WLAN-Anschluss und Notbremsüberbrückung.

## Verwendung
Die Wagen werden in Nachtzügen eingesetzt, die von den Lokomotiven der Baureihe El 18 auf der Sørlandsbane, Bergensbane und Dovrebane sowie von der Baureihe Di 4 auf der Nordlandsbane gezogen werden.
Nach der Aufteilung des Personenverkehrs in Norwegen in Ausschreibungspakete zwischen 2019 und 2021 werden die Wagen von folgenden Gesellschaften genutzt:
- Go-Ahead Norge, Trafikkpakke 1 Sør, Sørlandsbanen: 21098, 21099, 21100, 21002
- SJ Norge, Trafikkpakke 2 Nord, Dovre- und Nordlandsbanen: 21083, 21085–21090, 21092, 21094, 21097
- Vy Tog, Trafikkpakke 3 Vest, Bergensbanen: 21084, 21091, 21093, 21095, 21096, 21101